# پاتریک بنفورتی
پاتریک بنفورتی (انگلیسی: Patrick Beneforti؛ زادهٔ ۲۸ اکتبر ۱۹۸۰) بازیکن فوتبال اهل فرانسه است.
از باشگاه‌هایی که در آن بازی کرده‌است می‌توان به باشگاه فوتبال آژاکسیو، باشگاه فوتبال باستیا، و باشگاه فوتبال اودینزه اشاره کرد.